# アレクサンダル・パブロビッチ
サーシャ・パブロビッチ (Saša Pavlović) ことアレクサンダル・パブロビッチ（セルビア語: Александар Павловић, ラテン文字転写: Aleksandar Pavlović、1983年11月15日 - ）は、セルビアのプロバスケットボール選手である。ユーゴスラビア連邦モンテネグロバール出身。
欧州のバスケットボール選手らしく、3ポイントシュートを含めたアウトサイドのシュートが上手く、2006-07シーズンの3ポイント成功率は40.5%（フィールドゴール成功率45.3%）と高い数字をマークしている。

## 経歴
高校時代、メリーランド州のアーチビショップスポルディング高校に在籍したことがあり、ボルチモア・カトリック・リーグで1シーズンプレーし優勝を経験した。
KKブドゥチノストに入団した彼は2000-01シーズン、ユーゴスラビアリーグの14試合に出場し平均1.4得点、2001-2002シーズン、ユーゴスラビアリーグの3試合に出場し平均6.7得点、ユーロリーグの2試合にも出場した。2002-03シーズン、ユーゴスラビアリーグの20試合に出場し10.1得点、2.4リバウンド、ユーロリーグではフィールドゴール成功率54%で平均9.6得点、タウ・セラミカ戦では21得点をあげた。

### NBA入り後
同じくセルビア・モンテネグロの選手であったダーコ・ミリチッチとともに2003年のNBAドラフト1巡目15位指名でユタ・ジャズから指名されNBA入りを果した。ミリチッチが1順目2位指名であったため、バブロビッチはその陰に隠れがちで、ルーキーシーズンは14試合の先発出場を含む79試合に出場し、平均4.8ポイント、2.0リバウンドの成績を残した。12月3日のヒューストン・ロケッツ戦では18得点をあげた。また2試合で9リバウンドをあげた。ルーキーのベンチ選手としては平均以上の記録だが、彼に期待されたアウトサイドシュート、特に3ポイントシュート成功率は27.1%（フィールドゴール成功率39.6%）と振るわなかった。
2004年6月22日に行われたシャーロット・ボブキャッツのエクスパンションドラフトで指名されたが翌日、クリーブランド・キャバリアーズのドラフト1巡目指名権と引き換えにトレードされてキャブスに入団した。2004-2005シーズンは9試合の先発出場を含む65試合に出場し平均4.8得点、1.1リバウンド、このシーズンの自己最高は17得点を2回、二桁得点を9試合であげた。
2005-06シーズンは19試合の先発出場を含む53試合に出場し平均4.5得点、1.5リバウンド。2006年2月21日のオーランド・マジック戦では21得点をマークした。プレイオフ3試合での彼の出番は3分間にとどまった。
2006-07シーズンは28試合の先発出場を含む67試合に出場し9.0得点、2.4リバウンド、1.6アシストをあげた。20得点以上を7試合であげて、3月13日のサクラメント・キングス戦では自己最高の25得点をあげた。2週間後のニューヨーク・ニックス戦では3ポイントシュート7本中6本を決める活躍を見せた。このシーズン3月1日に先発シューティングガードとなって以降の残り24試合すべてで先発出場し、この間平均12.7得点、3.0リバウンド、2.3アシストの数字を残した。この年チームはNBAファイナル進出を果たしたが彼はプレイオフ20試合全てで先発出場しニュージャージー・ネッツとのイースタンカンファレンスセミファイナル第2戦では17得点、デトロイト・ピストンズとのカンファレンスファイナル第5戦では9リバウンドをあげてダブルオーバータイムでの勝利に貢献するなど、平均9.2ポイント、2.3リバウンド、1.6アシストをマークした。
オフシーズンに制限つきフリーエージェントとなった彼はおよそ1ヶ月ほどホールドアウトを続けたが、3年間1,370万ドルでキャブスと再契約を果たした。2008年1月23日のワシントン・ウィザーズ戦で左足を負傷し、23試合に欠場した後、3月12日のニュージャージー・ネッツ戦で復帰を果たし先発出場したが9分間の出場で無得点に終わった。3月14日のワシントン・ウィザーズ戦でシーズンハイの24得点をあげた。このシーズンは15試合で二桁得点をあげた。
2007-08シーズンは45試の先発出場を含む51試合で平均7.4得点、2.5リバウンド、1.6アシストの成績を残した。またプレイオフ8試合で平均3.5得点、1.3リバウンドをあげた。チームはこの年のカンファレンスファイナルでオーランド・マジックに2勝4敗で敗れ2年連続のNBAファイナル出場は果たせなかった。
2009年6月25日、シャキール・オニールとの引き換えで彼とベン・ウォーレス、ドラフト2巡目指名権がフェニックス・サンズにトレードされた。9月14日、サンズは彼との契約をバイアウトしてウェーバーにかけ、9月16日、ミネソタ・ティンバーウルブズと1年150万ドルの契約を結んだ。
2009-2010シーズン終了後ボストン・セルティックスへ移籍。
2012年7月20日に、トレードでポートランド・トレイルブレイザーズに移籍。

### 国際大会
セルビアモンテネグロ代表として2002年のヨーロッパU-20選手権に出場して5位、2004年のアテネオリンピックの4試合に出場平均3.5得点、1.8リバウンドの成績を残した。モンテネグロの分離独立後はセルビア代表としてプレーすることを選んだ。

## 参照
1. ↑  Basketball-reference.com Aleksandar Pavlovic Statisticsより引用。 15, June 2007
2. ↑  “Charlotte Bobcats Expansion Draft Results”.   InsideHoops.com (2004年6月22日). 2010年11月15日閲覧。
3. ↑  “Bobcats Acquire Draft Picks In Two Trades”.   nba.com (2004年6月22日). 2010年11月15日閲覧。
4. ↑  “Bio Page”.   nba.com. 2010年11月15日閲覧。
5. ↑  “Game Log - 2004-05”.  ESPN. 2010年11月15日閲覧。
6. ↑  “LeBron scores 26 for Cavs; Darko gets 2 in Magic debut”.   ESPN (2006年2月21日). 2010年11月15日閲覧。
7. ↑  “Pavlovic, Hughes make up for LeBron's absence in rout”.   ESPN (2007年3月13日). 2010年11月15日閲覧。
8. ↑  “Cavaliers 93, Knicks 97 - Box score - March 28, 2007”.   ESPN (2007年3月28日). 2010年11月15日閲覧。
9. ↑  “LeBron kicks into next gear in 2nd half to power Cavs past Nets”.   ESPN (2007年5月8日). 2010年11月15日閲覧。
10. ↑  “Cleveland Cavaliers VS. Detroit Pistons - Box Score - May 31, 2007”.   ESPN (2007年5月31日). 2010年11月15日閲覧。
11. ↑  “Pavlovic ends holdout, agrees to three-year deal with Cavs”.   ESPN (2007年10月30日). 2010年11月15日閲覧。
12. ↑  “Pavlovic could miss up to 2 months with sprained left foot”.   ESPN (2008年1月25日). 2010年11月15日閲覧。
13. ↑  “Undermanned Cavaliers welcome Pavlovic back into lineup”.   ESPN (2008年3月12日). 2010年11月15日閲覧。
14. ↑  “James moves into 2nd on Cavs' scoring list, but Nets end slump”.   ESPN (2008年3月12日). 2010年11月15日閲覧。
15. ↑  “Butler returns as Wizards dodge Cavs, get back to .500”.   ESPN (2008年3月13日). 2010年11月15日閲覧。
16. ↑  “Game Log - 2007-08”.  ESPN. 2010年11月15日閲覧。
17. ↑  “Suns Complete Trade With Cavs, Send Shaq to Cleveland”.   nba.com (2009年6月25日). 2010年11月15日閲覧。
18. ↑  “Suns Buy Out Pavlovic”.   nba.com (2009年9月14日). 2010年11月15日閲覧。
19. ↑  “Sasha Pavlovic Signs With Minnesota: How Will the New Timberwolf Howl?”.   bleacherreport.com (2009年9月16日). 2010年11月15日閲覧。
20. ↑  “サーシャ・パブロビッチ、セルビア代表入り示唆”.   basketballnavi.com (2007年5月18日). 2010年11月15日閲覧。